# مارتن كلارك
مارتن كلارك (بالإنجليزية: Martin Clark)‏ (13 أكتوبر 1968 في المملكة المتحدة - ) هو لاعب كرة قدم بريطاني في مركز الوسط. لعب مع ماكليسفيلد تاون ونادي بارتيك ثيسل ونادي فالكيرك ونوتينغهام فورست وهاميلتون أكاديميكال ونادي كلايد ونادي مانسفيلد تاون وArmadale Thistle F.C. ‏ ونادي ألبيون روفرز.